# Коханое (Кировоградская область)
Коханое (укр. Кохане) — село в Кетрисановской сельской общине Кропивницкого района Кировоградской области Украины.
До 2020 года входило в Бобринецкий район
Население по переписи 2001 года составляло 218 человек. Почтовый индекс — 27260. Телефонный код — 5257. Занимает площадь 1,178 км². Код КОАТУУ — 3520884004.